# Обсерваторія Апачі-Пойнт
Обсерваторія Апачі-Пойнт (англ. Apache Point Observatory, APO) — астрономічна обсерваторія, розташована в горах Сакраменто у штаті Нью-Мексико в США, приблизно за 29 км на південь від Клаудкрофта. Обсерваторією керує Університет штату Нью-Мексико, вона належить Консорціуму астрофізичних досліджень. Обсерваторія відома, зокрема, як місце розташування Слоанівського цифрового огляду неба, проєкту вимірювання відстані до Місяця APOLLO та місце відкриття 22 астероїдів. Доступ до телескопів і будівель приватний і обмежений.

## Історія
Консорціум астрофізичних досліджень був створений у 1984 році з метою будівництва 3,5-метрового телескопа. Початково він складався з п'яти установ: Університет штату Нью-Мексико, Університет Вашингтона, Чиказький університет, Принстонський університет і Університет штату Вашингтон.
З часом до консорціуму приєдналися ще декілька установ: Університет Джонса Гопкінса, Університет Колорадо, Університет Вірджинії, Університет штату Джорджія, Університет Оклахоми, Університет Вайомінгу та Університет Брігама Янга. Фінансування 3.5-метрового і 0,5-метрового телескопів надходить від учасників консорціуму, натомість як кошти на 2,5-метровий телескоп походять із значно ширшого кола джерел. 1-метровий телескоп фінансується виключно Університет штату Нью-Мексико.

## Телескопи

### ARC 3,5 м

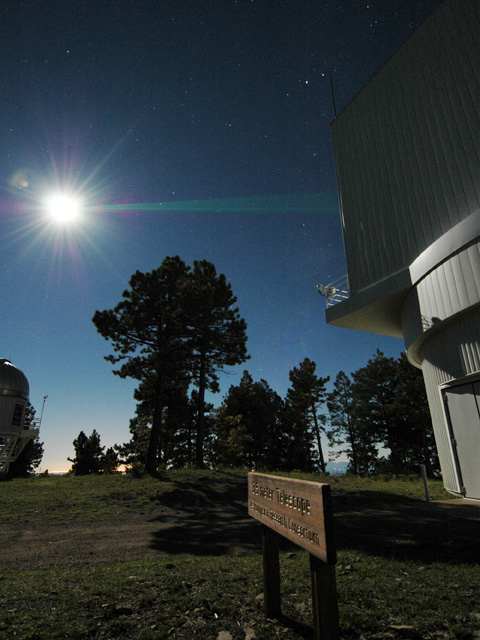
Телескоп ARC 3,5 м

Телескоп ARC, названий на честь Консорціуму астрофізичних досліджень (англ. Astrophysical Research Consortium, ARC) — це рефлектор Річі-Кретьєна на альт-азимутальному монтуванні з інструментами, закріпленими в кількох фокусних точках. Зведення будівлі почалося в 1985 році, але повноцінна робота телескопа почалася лише в листопаді 1994 року через проблеми з виготовленням головного дзеркала. Від 1991 до початку 1993 року телескоп був оснащений дзеркалом діаметром 1,8 м, яке зараз розташоване в Астрофізичній обсерваторії Ротні.
Телескоп використовує різноманітні прилади в оптичному та ближньому інфрачервоному діапазоні, зокрема:
- Ешелле-спектрометр ARCES (англ. ARC echelle spectrometer) використовує ПЗЗ-матрицю 2048 × 2048 пікселів і має роздільну здатність {\displaystyle R\sim 31{,}500}[7].
- Спектрометр подвійного зображення DIS (англ. Double Imaging Spectrometer) — оптичний спектрометр з низькою роздільною здатністю[8].
- KOSMOS, наданий NOIRLab, — оптичний спектрометр низької роздільної здатності.
- Камера ближнього інфрачервоного діапазону та спектрометр Фабрі–Перо NICFPS (англ. Near Infrared Camera/Fabry–Pérot Spectrometer) була розроблена в Університеті Колорадо. Прилад використовує інфрачервоний HgCdTe[en]-детектор 1024 × 1024 пікселів та інтерферометр Фабрі–Перо ближнього інфрачервоного діапазону. Він має багато вузькосмугових фільтрів, зокрема H2, [Fe II] і [SiVI]. Він унікальний серед астрономічних пристроїв Фабрі-Перо тим, що охолоджується рідким азотом[9].
- Камера ARCTIC (англ. Astrophysical Research Consortium Telescope Imaging Camera) — оптичний прилад для отримання зображень із ПЗЗ-матрицею 4096 × 4096 пікселів[10].
- Tspec (TripleSpec) — спектрограф ближнього інфрачервоного діапазону, який охоплює всі довжини хвиль в діапазоні 0,94–2,46 мкм при помірній роздільній здатності {\displaystyle R\sim 3500}[11].
- Agile — високошвидкісна ПЗЗ-камера 1024 x 1024 пікселів.

3,5-метровий телескоп також використовують у проєкті вимірювання відстані до Місяця APOLLO (англ. Apache Point Observatory Lunar Laser-ranging Operation). Лазер APOLLO функціонує з жовтня 2005 року і регулярно забезпечує точність вимірювання відстані між Землею та Місяцем порядку 1 мм.
Спостереження за допомогою 3,5-метрового телескопа можна виконувати дистанційно, керуючи телескопом через інтернет.

### SDSS 2,5 м

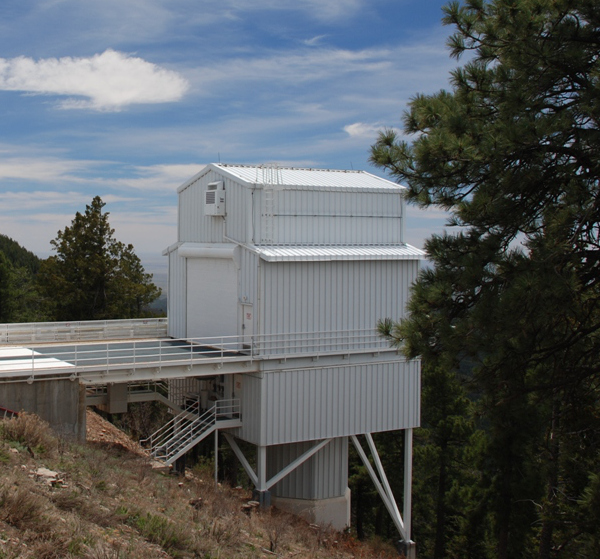
Купол SDSS

Телескоп SDSS (англ. Sloan Digital Sky Survey) діаметром 2,5 м використовується для Слоанівського цифрового огляду неба. Він почав працювати в 2000 році. Це рефлектор Річі-Кретьєна на альт-азимутальному монтуванні. Його розроблено з надзвичайно великим полем зору 3°, щоб якнайкраще виконувати його основне завдання — астрономічний огляд усього неба.

### NMSU 1,0 м
1-метровий телескоп NMSU (англ. New Mexico State University) — це рефлектор Річі-Кретьєна, встановлений на альт-азимутальному монтуванні, який працює від 1994 року. ПЗЗ-матриця 2048 × 2048, встановлена у фокусі Несміта, забезпечує огляд неба з полем зору 15,7 кутових мінут.

### ARCSAT 0,5 м
Малоапертурний телескоп Консорціуму астрофізичних досліджень ARCSAT (англ. Astrophysical Research Consortium Small Aperture Telescope) раніше називали фотометричним телескопом PT (англ. Photometric Telescope), поки він був частиною проєкту SDSS. Це 50-сантиметровий рефлектор на екваторіальному монтуванні з однією ПЗЗ-камерою, що охолоджується блоком CryoTiger. Він був побудований в 1991 році, перенесений на теперішнє місце розташування в 1998 році і використовувався SDSS до 2005 року. Зараз його використовують для невеликих дослідницьких проєктів.

### Колишні телескопи
- 60-сантиметровий рефлектор побудували в 1993 році для моніторингу умов неба для проєкту SDSS. Він ніколи не працював належним чином, і його замінили на телескоп PT з діаметром 50 см[20].